# 恐怖の一夜
『恐怖の一夜』（きょうふのいちや、英語: One Exciting Night）は、D・W・グリフィス監督による1922年公開のアメリカ合衆国のサイレント映画である。主演はキャロル・デンプスター、ヘンリー・ハル。

## あらすじ
アグネス・ハリントンは父が死に、遺産を分け与えまいとする叔父によって家族からはなれたところで育てられる。時がたって、アグネスは他の客たちとともにジョン・フェアファックスの邸へ招待されて滞在していた。その邸は悪党がフェアファックス家の留守中に密造酒を隠す場所として使っており、隠してある金を取り戻すために悪党の一味も客たちに紛れ込んで邸内に入り込む。邸のまわりをうろつく怪しい男に客たちが疑心暗鬼になる中、殺人事件が次々と起こりはじめる。

## スタッフ
- 監督：D・W・グリフィス
- 脚本：D・W・グリフィス
- 撮影：アーヴィング・Ｂ・ルビー、ヘンドリック・サルトフ

## キャスト
- アグネス・ハリントン：キャロル・デンプスター
- ジョン・フェアファックス：ヘンリー・ハル
- ウィルソン・ロックメイン：モーガン・ウォーレス
- ハリントン婦人：マーガレット・デイル